# دوایت (کانزاس)
دوایت (به انگلیسی: Dwight) شهری در ایالت کانزاس کشور ایالات متحده آمریکا است که جمعیت آن در سرشماری سال ۲۰۱۰ میلادی، ۲۷۲ نفر بوده‌است.

## تاریخچه
دوایت در سال ۱۸۸۷ با عبور خط راه آهن شیکاگو، کانزاس و نبراسکا شهریت خود را شروع کرد. این شهر به نام صاحب زمین شهر دوایت راتبون (به انگلیسی: Dwight Rathbone) نام گرفت. دوایت در سال ۱۹۰۳ به عنوان شهر شکل گرفت.